# Brama Górna w Olsztynie
Brama Górna zwana Wysoką Bramą (niem. Obertor, Hochtor) – XIV-wieczna brama miejska w Olsztynie usytuowana w północno-wschodniej części zespołu staromiejskiego, na osi wylotu głównego traktu komunikacyjnego. Jest jedyną bramą pozostałą z trzech, które znajdowały się w murach obronnych otaczających miasto. W okolicy znajduje się przystanek autobusowy i tramwajowy. Ten przystanek obsługują takie linie jak 1 i 5.

## Architektura
Brama miała formę barbakanu, jest budowlą czterokondygnacyjną, z pięterkiem tworzącym rodzaj piątej kondygnacji w strefie szczytu; dach dwuspadowy; szczyty schodkowe; od strony wschodniej, niższa, również czterokondygnacyjna przybudówka kryta odrębnym dachem dwuspadowym prostopadłym do kalenicy bryły głównej.

## Historia
Górna Brama powstała po wytyczeniu północnych granic miasta w drugim akcie lokacyjnym z 4 maja 1378. Odbudowa Bramy Górnej w obecnej formie i miejscu, podobnie jak modernizacja reszty murów obronnych, nastąpiła najprawdopodobniej pod koniec XV wieku, gdy miasto otrząsało się po zniszczeniach z czasów wojny trzynastoletniej (1454-1466) i wojny popiej (1478). W 1788 roku Wysoką Bramę wyremontowano i zaadaptowano na zbrojownię szwadronu dragonów, w 1858 roku przebudowano na więzienie, a w 1898 przekazano miejskiemu komisariatowi policji. Dokonywano w niej wielu przeróbek (m.in. nadano odmienny kształt otworom okiennym i szczytowi budowli, przebito przejście dla pieszych). W 1863 przetrzymywano tu Wojciecha Kętrzyńskiego, obwinionego o przemyt broni dla powstania styczniowego.
W 2003 roku brama została odrestaurowana. W jej blendzie pojawił się wizerunek Matki Bożej Królowej Pokoju, podarowany Olsztynowi przez Jana Pawła II. Dzieło zostało wykonane techniką szklanej mozaiki w jednej z rzymskich pracowni. Mury Wysokiej Bramy goszczą również spiżową głowę Jana Pawła II, poświęconą w I rocznicę śmierci papieża. W roku 2012 prace archeologiczne odsłoniły pierwotne kamienne fundamenty bramy z XIV wieku, tuż na północ od jej obecnego położenia (dziś Pl. Jedności Słowiańskiej). Podczas wykopalisk odkryto ok. 40 monet z XIV i XV wieku oraz około 120 kul armatnich.

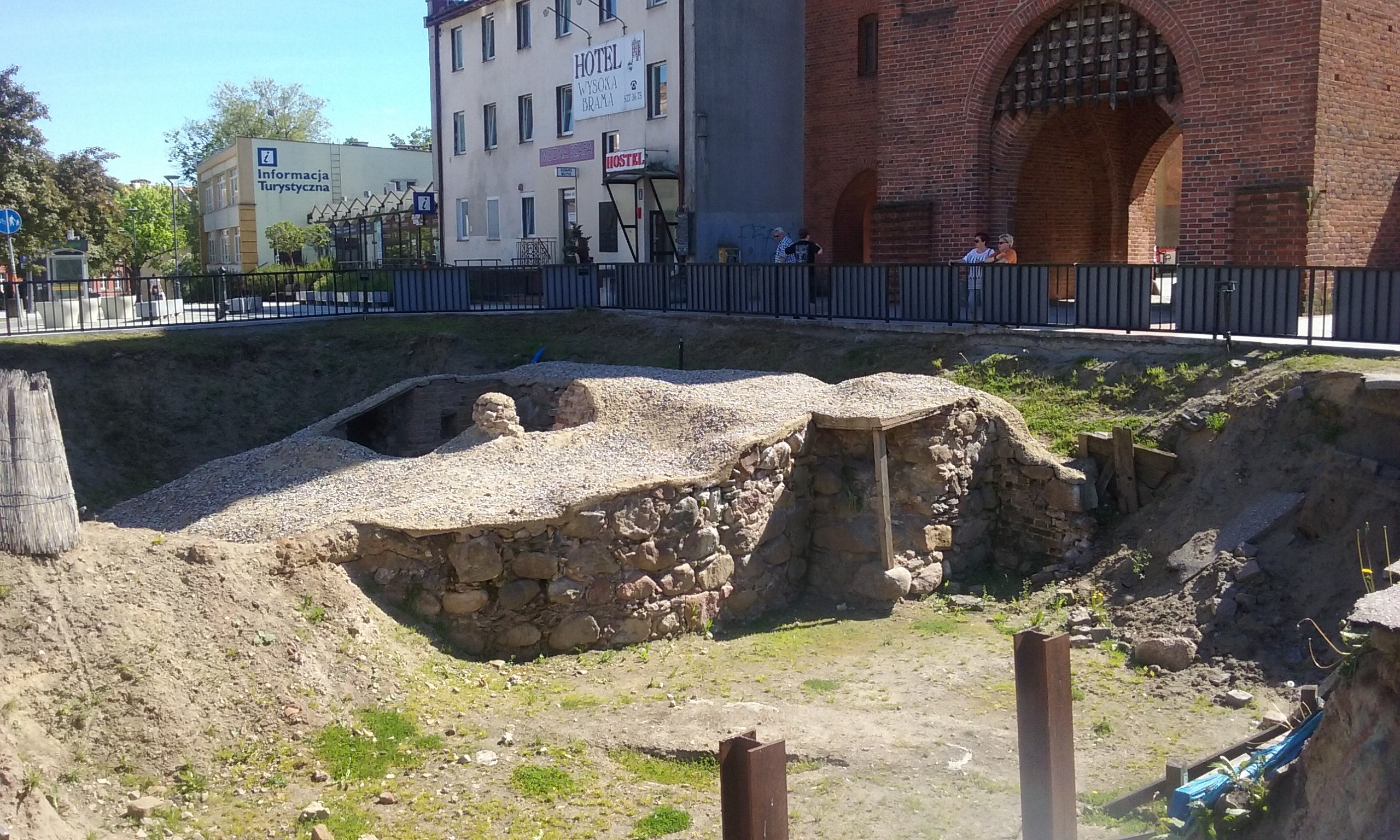
Fundamenty pierwszej Bramy Górnej
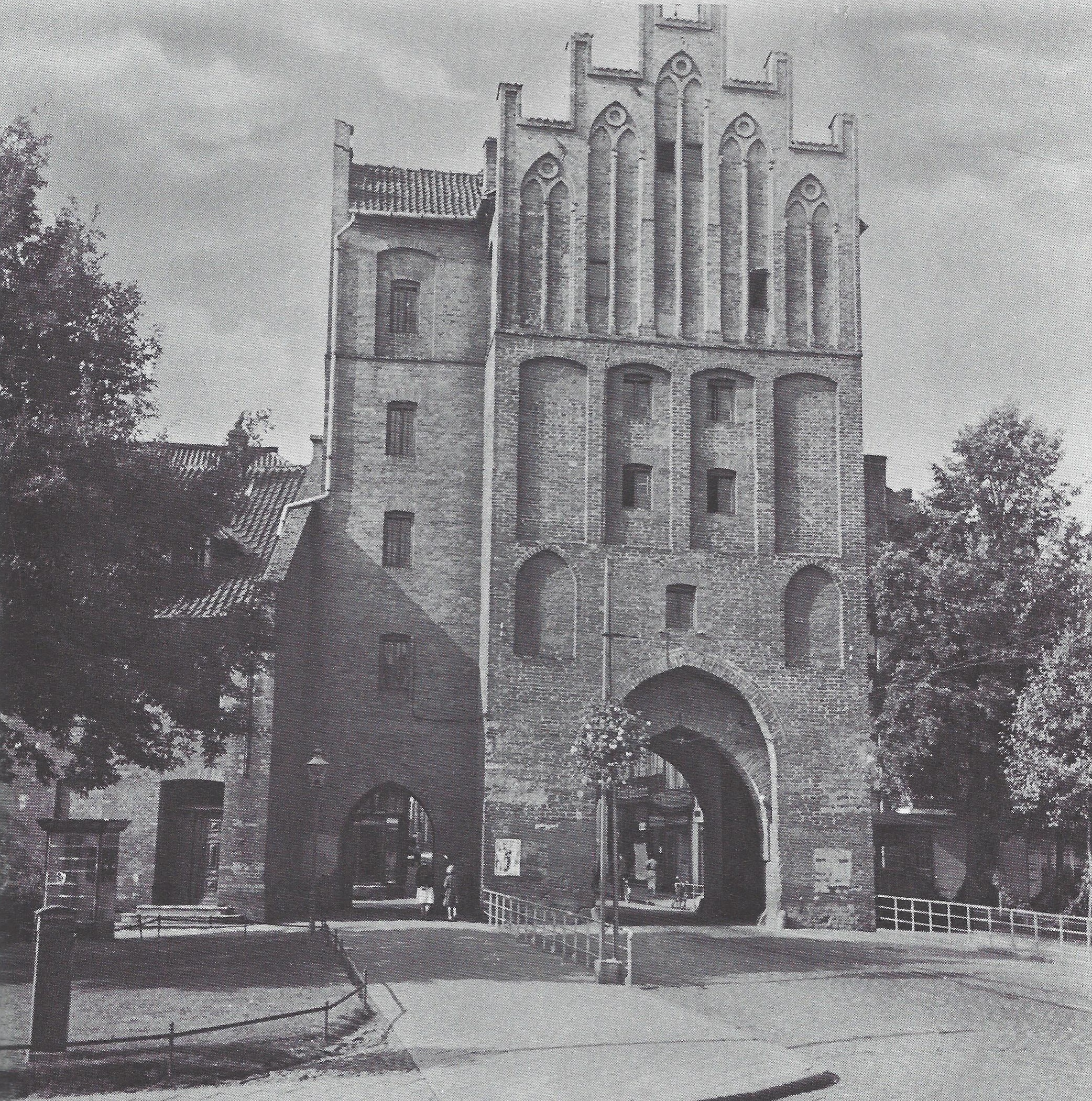
Wysoka Brama, lata 30. XX w.